# Putumayo megye
Putumayo Kolumbia egyik megyéje. Az ország déli részén terül el. Székhelye Mocoa.

## Földrajz
Az ország déli részén elterülő megye északon Cauca és Caquetá, délkeleten Amazonas megyével, délen Peruval és Ecuadorral, nyugaton pedig Nariño megyével határos. Északnyugati csücskében az Andok hegyláncai húzódnak (itt ered a megye névadó folyója, az Amazonasba torkolló Putumayo is), többi része azonban alacsonyabb fekvésű, sokhelyütt sík terület.

## Gazdaság
Legfontosabb termesztett növényei a banán, a manióka, a cukornád, a kukorica, a rizs és a bab, de fontos még a bors és a copoazú nevű kakaófajta is.

## Népesség
Ahogy egész Kolumbiában, a népesség növekedése Putumayo megyében is gyors, ezt szemlélteti az alábbi táblázat:
| Év             | Lakosság                        |
| -------------- | ------------------------------- |
| 1985           | Ekkor még nem létezett a megye. |
| 1993           | 204 309                         |
| 2005           | 310 132                         |
| 2012 (becsült) | 337 054                         |

## Turizmus
A megye főbb látnivalói:
- Vides régészeti park, ahol kőbe vésett ősi ábrákat találtak
- Yunguillo, egy inga indiánok által lakott falu
- El Churumbelo, egy 12 000 hektáros hegység, melyhez számos történet és legenda fűződik
- Mandiyaco-kanyon, ahol barlangok és különleges alakú sziklák láthatók
- La Paya natúrpark, egy 442 000 hektáros, szinte érintetlen terület, ami csak kisrepülőgéppel vagy vízi járművel közelíthető meg
- Sibundoy-völgy, egy 120 000 hektáros terület a megye északnyugati részén